# Delph
Delph è una cittadina della parrocchia civile Saddleworth del Metropolitan Borough of Oldham, nell'area di Greater Manchester, Inghilterra. Essa si trova in mezzo ai monti Pennini sulle sponde del fiume Tame, poco più in basso del villaggio di Denshaw, ad una distanza di 6,4km ad est-nordest di Oldham e di 2,9km a nord-nordovest di Uppermill.
Il centro storico della cittadina non è quasi cambiato dal XIX secolo, quando vi furono costruite alcune fabbriche tessili in modo da fornire occupazione alla comunità locale.
Il nome Delph proviene dalla parola inglese antica delf, che stava ad indicare una cava o miniera, ed in questo caso si riferisce alle miniere di pietre da forno, che si trovano nell'angolo sud della valle di Castleshaw, appena a nord di Delph.

Le pietre da forno venivano estratte in piastre spesse circa tre quarti di pollice, e venivano usate per cucinare muffin e torte d'avena. Tale industria nacque nel 1330 circa, ed ebbe fine solo nel 1930 circa.
La cittadina è sede di una competizione annuale per bande musicali di ottoni, chiamata Whit Friday. In essa gareggiano circa settantacinque bande provenienti da tutto il Regno Unito, che marciano durante la sera della gara lungo la strada principale del paese, intervallandosi l'una con l'altra di cinque minuti. Nella vicina cittadina di Dobcross è stato istituito anche un premio in memoria di Henry Livings, per le bande che riescono a marciare fino alla mattinata del Whit Friday.

Delph è anche sede del Millgate Arts Centre, che ospita i Saddleworth Players. Essi sono una compagnia di attori teatrali, che durante l'anno si esibiscono in circa sei spettacoli ed organizzano altri eventi diversificati.
La strada principale che attraversa il centro di Delph è stata utilizzata, nel 2001, come set per il lungometraggio The Parole Officer, con Steve Coogan, Om Puri e Jenny Agutter.

Inoltre, nel 1996, sono state riprese delle scene del Whit Friday per il film Grazie, signora Thatcher.
A Delph è vissuto e morto il commediografo Henry Livings (1929-1998).

## Infrastrutture e trasporti

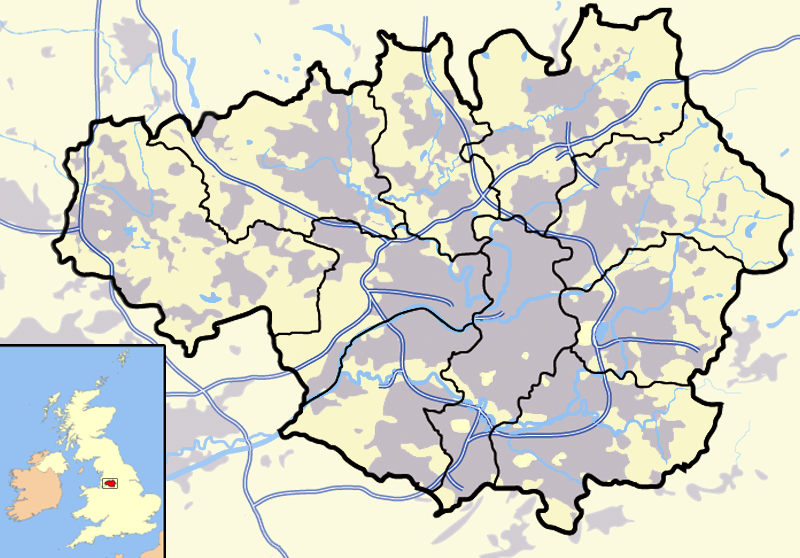
Localizzazione di Delph nell'area di Greater Manchester

Tutti gli autobus che corrono nella cittadina seguono un percorso circolare intorno all'area residenziale, denominata Carrcote. Durante le ore di punta tra lunedì e venerdì vi sono due autobus, l'82 ed l'X84, che trasportano i pendolari alla stazione di Manchester Piccadilly e ritorno. Il servizio principale fino ad Oldham è compiuto dall'autobus 350, che attraversa anche Ashton. Altre linee minori, la 353 e la 354, effettuano una corsa locale attraversando Ahston, ed hanno i propri capolinea rispettivamente a Carrcote e Denshaw.